# Glándula parotoide

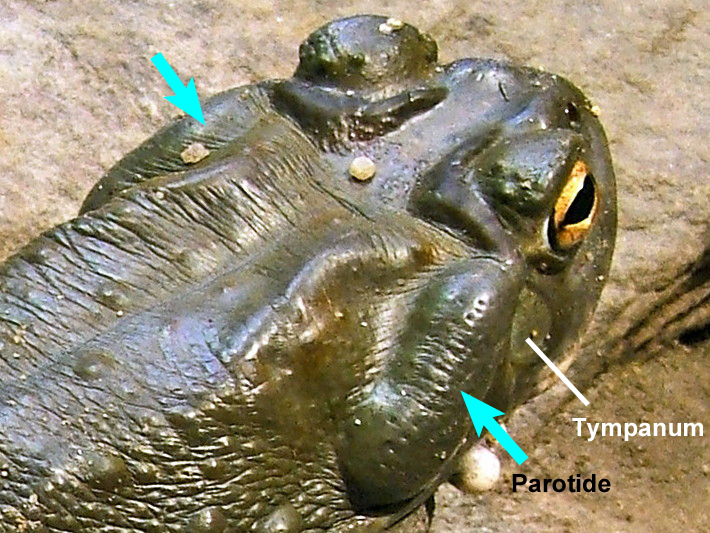
La glándula parotoide es la protuberancia de gran tamaño tras el ojo de este sapo del río Colorado (Incilius alvarius).

La glándula parotoide es una glándula externa de gran tamaño en los anfibios que se ubica tras el ojo, sobre el tímpano y en la región del hombro. Se encuentra en algunas especies de ranas y sapos, y salamandras; como, entre otros, en sapos de la familia Bufonidae, en ranas arbóreas de la familia Phyllomedusidae y en salamandras del género Ambystoma. La glándula parotoide produce una secreción lechosa tóxica, denominada secreción parotoidea, que protege al animal contra infecciones bacterianas y fúngicas. También segrega sustancias venenosas que contienen toxinas (como por ejemplo la bufotoxina) que les ayudan a defenderse de sus depredadores.
Los anfibios pueden contar con otra serie de glándulas que producen secreciones con el mismo fin, pero localizadas en otras partes del cuerpo como en la espalda, ingle o patas. Debido a las diferencias morfológicas y funcionales entre las glándulas parotoides de los diferentes grupos, se ha sugerido que el uso de este término se debería limitar únicamente a las glándulas de los sapos bufónidos.